# Градска градина (Благоевград)
Градската градина в Благоевград е парк в центъра на града. Има модерен санитарен възел, детска площадка, шадраван с фонтани и паметници на български революционери, сред които на Иван Михайлов, Мара Бунева и Пейо Яворов.